# Wolfsbane
Wolfsbane – brytyjski zespół heavymetalowy założony w Tamworth w 1984. Jego wokalistą był Blaze Bayley, który dołączył do Iron Maiden w 1993 roku. Po jego odejściu pozostali muzycy zaczęli występować pod nazwą Stretch lecz zespół wkrótce się rozpadł.
Zespół zawarł kontrakt z wytwórnią Def American i rozpoczął współpracę z guru producentów Rickiem Rubinem. W ten sposób powstał pierwszy album grupy - Live Fast, Die Fast. W czasie rejestracji drugiego albumu studyjnego byli supportem dla Iron Maiden na brytyjskiej części ich tournée.
Zespół został wyrzucony przez Def American w czasie nagrywania czwartego albumu Massive Noise Injection.
W 2007 grupa została reaktywowana. W 2009 roku muzycy Wolfsbane przypomnieli się fanom wyruszając w trasę wraz z The Quireboys po Wielkiej Brytanii. Wiosną 2011 roku powtórzyli tournée, poprzedzając heavymetalową grupę Saxon.
W 2012 ukazał się pierwszy po przerwie w działalności zespołu album pt. „Wolfsbane Save The World”.

## Skład zespołu
- Blaze Bayley – wokal
- Jason Edwards – gitara
- Jeff Hateley – gitara basowa
- Steve „Danger” Ellett – perkusja

## Dyskografia

### Albumy studyjne
- Live Fast, Die Fast (1989)
- All Hell’s Breaking Loose Down at Little Kathy Wilson’s Place (EP, 1990)
- Down Fall the Good Guys (1991)
- Wolfsbane (1994)
- Wolfsbane Save the World (2012)
- Genius (2022)

### Albumy koncertowe
- Massive Noise Injection (1993)

### Kompilacje
- Lifestyles of the Broke and Obscure (2001)